# Spirit Camera
Spirit Camera é um jogo eletrônico de terror desenvolvido para o Nintendo 3DS. Desenvolvido pela Tecmo, o jogo usa vários elementos da série Fatal Frame. E é considerado uma epécie de spin-off.
O enredo misterioso deste jogo envolve uma garota chamada Maya que está escondida na escuridão de uma casa antiga, amaldiçoada por uma mulher maligna em preto. Para Maya se libertar da maldição, os jogadores devem usar o "diário das faces" - uma de 16 páginas notebook AR incluídas com o jogo - para ver imagens fantasmagóricas e interagir com o mundo no qual Maya está presa. O Nintendo 3DS se torna uma Camera Obscura nas mãos dos jogadores e é capaz de revelar os espíritos sobrenaturais e dissipar mal. As linhas entre realidade e ficção se tornam tênues nesta aventura de terror arrepiante.